# Połkowaja (stacja kolejowa)
Połkowaja (ros. Полковая) – stacja kolejowa w miejscowości Psków, w obwodzie pskowskim, w Rosji. Położona jest na linii Psków - Valga - Ryga.

## Historia
W czasach carskich na Kolei Pskowsko-Ryskiej powstała w tym miejscu mijanka. Po II wojnie światowej została ona rozbudowana do stacji kolejowej.